# The Ico & Shadow of the Colossus Collection
The Ico & Shadow of the Colossus Collection (conhecido nas regiões PAL como ICO & Shadow of the Colossus Classics HD e às vezes referido como The Team ICO Collection) é um pacote de jogos eletrônicos que contém remasterizações em alta definição de dois jogos passados do PlayStation 2 para o PlayStation 3. Os dois jogos, Ico e Shadow of the Colossus, foram desenvolvidos pela equipe da Sony Computer Entertainment, Team ICO, que contou com a ajuda da Bluepoint Games na remasterização, fornecendo suporte para monitores de alta definição, maiores taxas de quadros por segundo, estereoscopia 3D, e recursos adicionais para a PlayStation Network. Os dois jogos, enquanto são fundamentalmente diferentes em jogabilidade e história, são tematicamente conectados, com Shadow sendo considerado uma sequência espiritual à Ico. Ambos os jogos foram aclamados pela crítica em seus lançamentos originais, enquanto a própria coleção remasterizada foi avaliada positivamente pelos críticos.

## Jogos
Em Ico, o jogador controla um garoto chamado Ico, amaldiçoado por ser uma criatura com chifres em sua cabeça, e trancado num remoto castelo vazio próximo de sua aldeia. Ico consegue libertar-se e depara-se com uma jovem garota frágil, Yorda, que é perseguida por criaturas-sombra que tentam arrastá-la a uma diferente região. Ico ajuda Yorda a escapar, por fim descobrindo que a mãe da garota, a Rainha que reside no castelo está tentando usar Yorda para prolongar sua própria vida.
Shadow of the Colossus é considerado uma sequência espiritual à Ico, e depois declarado por seu criador, Fumito Ueda, como uma prequência ambientada no mesmo mundo de Ico. O jogador controla um rapaz chamado Wander, que busca trazer a vida de volta ao corpo de Mono, uma moça importante para ele, completando a tarefa de matar dezesseis bestas que vagam aquelas terras. Junto de sua égua Agro, Wander localiza cada um dos covis e destrói as bestas, motivado pela oportunidade de reencontrar-se com Mono.

## Recursos remasterizados
O jogo e história central de ambos Ico (2001) e Shadow of the Colossus (2005) continuam intactas nas versões remasterizadas. Com a remasterização, ambos os jogos tiveram uma inspeção gráfica para permiti-los suportar as modernas telas de alta definição até 1080p. Com o PlayStation 3, os dois jogos apresentam uma correção na cadência de 30 quadros por segundo; a versão original de Shadow para o PlayStation 2 era notável por forçar os limites do antigo console e frequentemente sofria queda de quadros. Ambos os jogos suportam estereoscopia 3D, levando vantagem do design original dos jogos com considerações em relação à visualização da profundidade do campo, evidenciada pelas grandes paisagens. Os dois jogos da coleção suportam som surround 7.1.
A remasterização de Ico foi baseada na versão europeia do jogo, que apresentava conteúdo adicional que não apareceu na versão original do jogo lançada na América do Norte, assim como alguns puzzles alterados dos lançamentos originais. Especificamente, após a conclusão do jogo, o jogador pode reiniciar o jogo vendo as traduções em inglês do misterioso idioma que Yorda, a companheira do jogador-personagem, fala, e um modo de dois jogadores com o segundo jogador no controle de Yorda. Embora houvesse considerações pela inclusão de suporte  ao controle de movimento PlayStation Move, o jogo final não entrega isso.
A coleção inclui conteúdo bônus, incluindo dios XMB Dynamic Themes e um exclusivo conteúdo de vídeo para Ico, Shadow of the Colossus, e o próximo jogo de Ueda, The Last Guardian.

## Desenvolvimento
Antes do anúncio da Collection, outras duas coleções de jogos do PlayStation 2 foram feitas para o PlayStation 3; a coleção God of War, e a coleção Sly Cooper. Havia um forte interesse por parte de Fumito Ueda, o líder de projeto de ambos Ico e Shadow, de preparar uma coleção do tipo para os jogos da Team ICO. Inicialmente, Ueda não estava "tão empolgado" sobre portar os jogos, já que eles foram projetados especificamente para o hardware do PlayStation 2. Ueda também notou que tal conversão poderia ser difícil devido às complexidades que a Team ICO teve que criar para forçar os limites técnicos do PlayStation 2, mas sentiu que isso ainda era possível. Como o PlayStation 3 tornou-se mais popular, e os consoles de PlayStation 2 tornaram-se menos, Ueda reconsiderou seu posicionamento para permitir que outros consoles conhecessem estes jogos. Ueda notou que tal lançamento dependeria dos executivos da Sony.
O trabalho de conversão para a coleção foi feito por Bluepoint Games, que anteriormente havia realizado a remasterização para a coleção God of War. Os funcionários da Team ICO ajudaram no processo. Ueda considerou Bluepoint Games como "verdadeiros artesãos" neste empenho com a portabilidade, através de seus entendimentos dos fundamentos de Ico e Shadow e paixão pelos jogos. Embora Ueda quisesse que os portes fornecessem imagens de estereoscopia 3D, ele elogiou Bluepoint por seu trabalho na afinação do efeito 3D, levando vantagem da escala e câmera fornecidas pelos jogos existentes; Ueda declarou que os desenvolvedores "tornaram isso em algo além do que imaginei". Foi considerado adicionar novo conteúdo aos dois jogos. Um exemplo que Ueda pensou foi adicionar colossos que foram cortados da versão de PlayStation 2 de Shadow. No fim, Ueda e a equipe decidiram não incluir isso, preocupando-se que tais adições poderiam ser consideradas "prematuras" pelos jogadores, e ao invés disso optaram por continuar "fiéis ao trabalho de base".
A coleção foi anunciada formalmente na Tokyo Game Show 2010. Nos meses anteriores, a existência da coleção foi insinuada por rumores da indústria e aparecimentos da coleção em catálogos de vendedora online.
Nas regiões da América do Norte e Europa/PAL, os dois jogos foram lançados como uma única coleção. Esta versão também apresenta uma capa de caixa com duas faces, com as artes de capa originais da versão de PlayStation 2 de ambos os jogos viradas ao lado interior da caixa. Por conta das críticas em relação à arte de capa original de Ico lançada na América do Norte, a versão norte-americana da coleção usou a capa europeia/japonesa por Ueda. Entretanto, cópias bilíngues do Canadá não incluem as artes de capa com duas faces, elas possuem um lado interior branco.
No Japão, eles foram lançados como títulos separados, embora varejistas tenham vendido um conjunto de caixa de colecionador contendo ambos os jogos e material adicional.

## Recepção
A coleção recebeu fortes elogios dos críticos de jogos no lançamento, não somente baseados nos títulos originais mas também nas melhorias feitas no porte de alta definição.
Durante as semanas de seu lançamento, o jogo foi o mais vendido de todas as plataformas tanto na América do Norte quanto no Japão, segundo dados de vendas da Amazon.com.